# Матенадаран
Институт за древни ръкописи Месроп Мащоц (на арменски: Մեսրոպ Մաշտոցի անվան հին ձեռագրերի ինստիտուտ), известен още като Матенадаран (на арменски: Մատենադարան) е научноизследователски център, художествен музей с галерия и архив в Ереван, Армения.
Представлява едно от най-големите хранилища за ръкописи в света.

## История
На 17 декември 1920 г. ръкописите и книгите, които се съхраняват в библиотеката на църквата в Ечмиадзин, са конфискувани от болшевиките и изпратени в Москва. На 6 март 1922 г. с указ Александър Мясникян настоява да бъдат върнати в Армения. Обявени са за държавна собственост на 17 декември 1929 г. През 1939 г. са върнати и се съхраняват в Националната библиотека на Арменската ССР. Сградата е построена в периода 1945 – 1957 г., а от 1962 г. е именувана в памет на създателя на арменската азбука Св. Месроп Мащоц. Архитект на сградата е Марк Григорян. Тя се намира северно от центъра на Ереван, в подножието на хълм. Пред сградата е монументалния паметник на Месроп Мащоц, изсечен от базалтова скала. Фасадата е украсена скулптури на дейци на арменската култура.
На 14 май 2009 г., по повод 50-годишнината от основаването на Матенадаран, започва изграждането на научноизследователски институт. Строителството му е завършено през 2011 г. от архитект Артур Месчиян, работата по проектирането му е започната в края на 1980-те години.

## Фонд
Матенадаран представя историята на създаването на арменската писменост. В института се организира опазването, реставрирането и копирането на древни ръкописи, събирането и издирването им в каталог. Каталогизират се шедьоврите на арменската литература и изобразително изкуство. В Матенадаран се съхраняват ръкописи от V до XVII век, редки сбирки от старопечатни книги от периода XVI–XVIII – на средновековни историографи, писатели, философи, математици, географи, лекари, също и преводи на арабски, гръцки и латински книги. Към 2015 г. в Матенадаран се съхраняват над 17 000 ръкописа и 100 000 архивни документа. Съхраняват се и над 2000 ръкописа на азербайджански, руски, иврит, латински, сирийски, гръцки, грузински, хинди, японски, персийски език. Във фонда на музея има 2281 старопечатни (до 1800 г.) книги. Освен тях има множество пергаментови ръкописи, скици и фрагменти. През 1997 г. колекцията от древни ръкописи и книги е вписана в регистъра на програмата на ЮНЕСКО за световна памет.
В Матенадаран се намират:
- пергаментов ръкопис на Лазаревото евангелие на арменски език от 887 г.
- препис на ръкописа на математиката на Анания Ширакаци от X век
- Ечмиадзинското евангелие от 989 г.
- Евангелиета от 1053 и 1193 г.
- Ахпатското евангелие от 1211 г.
- ръкопис за използването на алфавитна десетична система за смятане и математическите таблици на А. Ширакаци
- пълна таблица на умножението по образеца на Питагор
- ръкописи на таблицата за „Полигоналните числа“ на Ованес Саргавак от XI век
- ръкописите на фармаколога от XV век Амирдовлад Амасиаци
- ръкописите по фармакология и медицина от XII век на Мхитар Гераци
- най-старият превод на геометрията на Евклид „Начала“ от Григор Магистрос през 1035 г.
- ръкописите по правна мисъл и практика на Мхитар Гош
- ръкописи-преводи на съчиненията на Филон Александрийски, Аристид, Йоан Златоуст, Зенон, Василий Велики е издаден научният сборник „Вестник Матенадаран“ на арменски с резюме на руски и френски език.

## Галерия
- Снимки на ръкописи, които се съхраняват в Матенадаран